# ヨセフとその兄弟

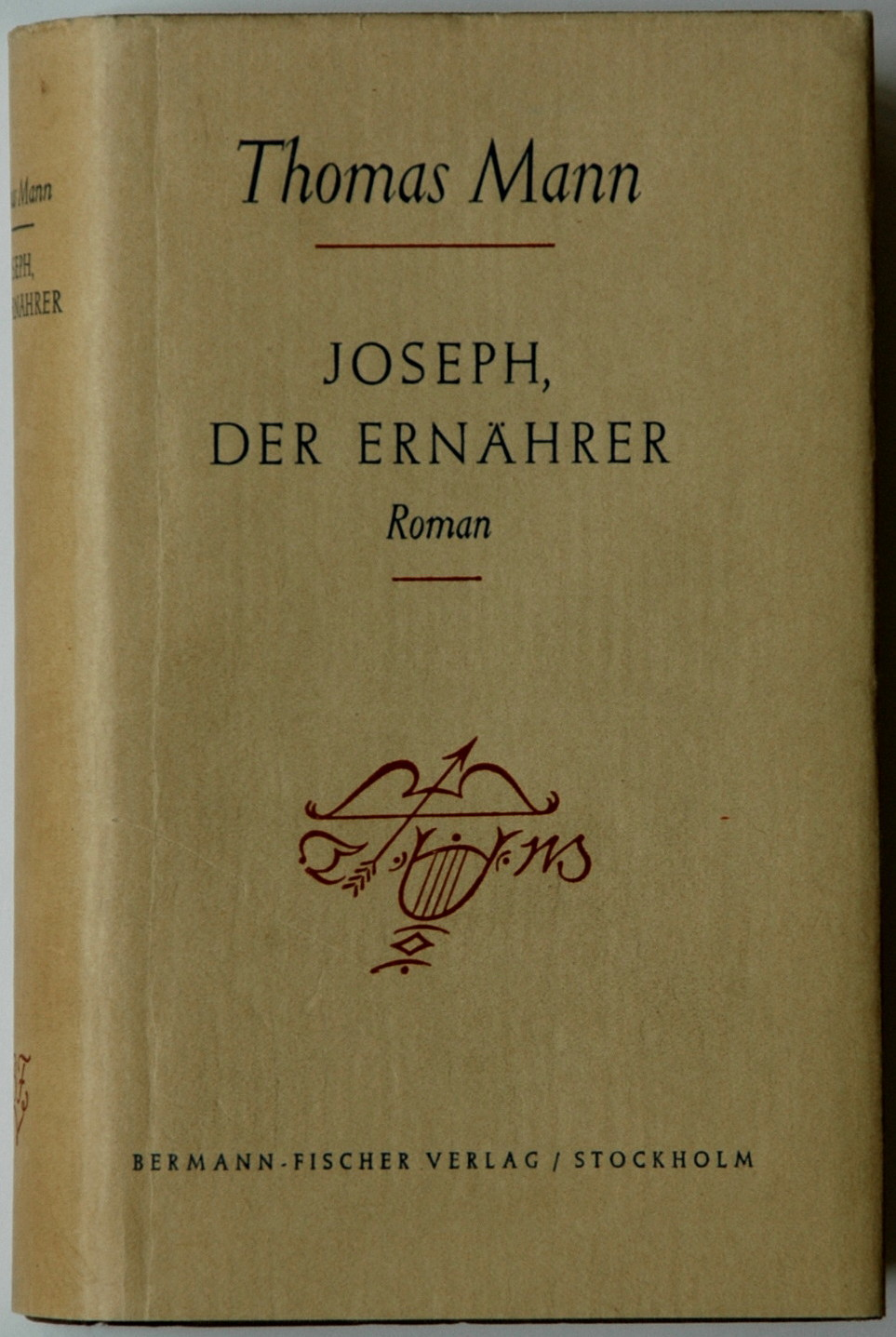
第四部『養う人ヨセフ』の初版（1943年）

『ヨセフとその兄弟』（よせふとそのきょうだい、独：Joseph und seine Brüder）は、トーマス・マンの後期作品で、旧約聖書のヨセフの物語を『ヤコブ物語』（1933年）『若いヨセフ』（1934年）『エジプトのヨセフ』（1936年）『養う人ヨセフ』（1943年）の4部構成に仕立てた大長編である。

## 作品の成立
ナチス政権下のドイツから亡命をはさみ、18年にわたって書き継がれた。ヨセフとその父ヤコブの関係を軸に、フロイト心理学を援用しながら人類の和解とヒューマニズムの主題を扱っており、背景にはナチスの思想、特にローゼンベルクの『二十世紀の神話』に抗する意図があった。
着想は1923年までさかのぼり、この年の冬に知り合いの画家ヘルマン・エーバースから、ヨセフを題材にした画集に短文をつけるよう依頼されたことがそのきっかけであった。依頼された晩、すでに幼い頃から親しんでいたヨセフの物語を読んで心を動かされるとともに、ゲーテの自伝小説『詩と真実』の一節でこの物語に触れ、あまりに短すぎるが、だからこそ細部を補うという誘惑に駆られる、といったことを書いていたのを思い出した。
1925年3月にはエジプト・地中海旅行も行い、神話学、古代史、宗教史の資料を読み込み綿密な下準備をしたうえで1926年12月に執筆が開始された。1933年3月にはナチスに押収されたミュンヘンの自宅から、娘エーリカが『ヨセフ』の原稿を命がけで救い出している。第四部執筆開始までの中断期には『ワイマルのロッテ』（1939年）を書き上げており、最後の第四部はマンのアメリカ亡命の間、スウェーデンに亡命していたフィッシャー社から刊行された。

## 日本語訳
- 『ヨセフとその兄弟』望月市恵・小塩節訳（全3巻、筑摩書房、1985-1988年）
  - I（「序曲　地獄めぐり」「第一部　ヤコブ物語」「第二部　若いヨセフ」）、1985年5月、ISBN 978-4-480-83068-5
  - II（「第三部　エジプトのヨセフ」）、1986年１月、ISBN 978-4-480-83069-2
  - III（「第四部　養う人ヨセフ」）、1988年2月、ISBN 978-4-480-83070-8
- 『ヨゼフとその兄弟たち　トーマス・マン全集 4・5』[2]（新潮社、1972年）- 高橋義孝・佐藤晃一・菊盛英夫訳